# لیزا رش
لیزا رش (آلمانی: Lisa Resch; ۴ اکتبر ۱۹۰۸ – ۳۱ ژانویهٔ ۱۹۴۹) اسکی‌باز آلپاین اهل آلمان بود.